# Carmela Soprano
Carmela Soprano (djevojački DeAngelis) fiktivni je lik iz HBO-ove televizijske serije Obitelj Soprano. Glumila ju je Edie Falco. Ona je supruga mafijaškog bossa Tonyja Soprana i najistaknutiji ženski lik u seriji.

## Pregled
Carmela je bila srednjoškolska ljubav Tonyja Soprana, a vjenčali su se relativno mladi. Carmela je sposobna, organizirana i pouzdana, uvijek stavljajući obitelj na prvo mjesto. Carmela pokušava održati domaćinstvo Sopranovih dok Tony radi. Ponekad se čini kao stereotipna žena mafijaša: spremna pomoći i prijateljski nastrojena, s vremena na vrijeme čak i previše, iako se rijetko raspituje za detalje muževa posla. Tony joj dovoljno vjeruje da joj se povjerava, ali samo do nekog stupnja, pogotovo kad se radi o njegovim mafijaškim pothvatima. Međutim, godine muževih izostanaka iz kuće u razna doba dana u kombinaciji s njegovim čestim preljubima izazivaju tenziju između para koji se na jedno razdoblje i rastaje. Carmela je i pobožna katolkinja te joj teško padaju muževe aktivnosti i kasnija rastava.
Iako se čini dosta jednostavan, lik Carmele iznimno je kompleksan. Ponekad se žrtvuje za sigurnost svoje djece za nekoliko zlatnih satova, ali se i zauzima za svoju djecu kad naprave nešto nedozvoljeno. Spremna je iskoristiti svoj status mafijaševe žene kako bi zastrašila druge, kao u epizodi "Full Leather Jacket", u kojoj ne osobito profinjeno zapovijeda sestri svoje susjede s Georgetowna da napiše pismo preporuke za Meadow, kako Meadow ne bi otišla na Berkeley nego ostala bliže kući. Osim toga, od kćeri je sakrila pismo s Berkeleyja, ali ga je kasnije, u trenutku krivnje, izvadila iz smeća. Iako je iznimno ponosna na Meadowina postignuća i ambicije, djelomično joj zamjera na neovisnosti koju je ova uvijek željela. Konstantno se brine oko A.J.-evih nevolja i neaktivnosti. Jasno da ga je razmazila i nije spremna njega primijeniti ozbiljnije restrikcije. 
Carmeline zamjerke muževoj nevjeri često je dovode do ruba razvrgavanja braka, pogotovo u trenucima seksualne tenzije sa svojim svećenikom ocem Philom Intintolom te dekoraterom Vicom Mustom. Tijekom četvrte sezone, Carmela proživljava razdoblje obostrane platonske ljubavi s Furiom Giuntom, jednim od Tonyjevih ljudi. Oboje su svojim prijateljima priznali osjećaje, ali je Furio, bojeći se za vlastiti život, prodao svoju kuću i vratio se u Italiju. Carmelu je to bacilo u depresiju te pojačalo zavist prema Meadow koja je u to vrijeme bila u vezi s Finnom.
Krajem četvrte sezone Tony i Carmela su se rastali zbog njegovih stalnih preljuba, ali su se nastavili zajednički skrbiti za djecu. Carmela je čak počela vezu s A.J.-evim školskim savjetnikom Robertom Weglerom te zatražila razvod, ali se vratila mužu zbog financijskih briga i poteškoća A.J.-eva odgoja, kao i zbog poteškoća prekida s Weglerom, koji ju je optužio kako ga ona manipulira radi posebnog tretmana njezina sina. Na kraju pete sezone, Carmela je pristala vratiti se Tonyju nakon dogovora o 600.000 dolara vrijednoj investiciji u zemljište u Montvilleu, na Carmelino ime, kako bi mogla sagraditi kuću na obali. Unatoč prvotnim nesuglasicama, par se pomirio nakon što je Tonyja ustrijelio stric, Junior Soprano. Nakon Tonyjeve kome i oporavka brak se učvrstio na sigurnijim temeljima.
Carmelina odluka da skreće pogled kad je riječ o Tonyjevim dugogodišnjim preljubima, kao i njezino prihvaćanje plodova Tonyjeva rada bez saznanja otkud sredstva stižu, u kombinaciji s njezinom odlukom da se vrati Tonyju nakon dogovora o kupnji zemljišta, naveli su neke gledatelje na zaključak kako se Carmela vodi isključivo pohlepom. Drugi su špekulirali da se ne radi toliko o Carmelinom materijalizmu koliko o strahu da će morati početi zarađivati samostalno ako izgubi Tonyja. Priznala je da nije sigurna da li voli svoga muža unatoč njegovoj kriminalnoj pozadini ili baš zbog toga, ali ona to racionalizira rekavši "postoje mnogo veći lopovi od moga muža".
Carmelina materijalistička priroda često je iznimno površna. Nakon što je Tony iznenadi kupnjom Porsche Cayennea, Carmela se počne hvalisati autom ispred Ginny Sacrimoni i Angie Bonpensiero, za koje je jasno da imaju financijskih poteškoća. Carmela je ostala posramljena nakon što se Angie zadivila njezinim autom i rekla kako je nedavno svojim novcem kupila Corvette, pokazujući kako se uspjela izvući iz financijskih poteškoća preuzevši mehaničarsku radionicu svoga pokojnog muža i učinivši je profitabilnom.
Carmelini pokušaji da postane financijski neovisna bili su manje uspješni jer je Tony dugo oklijevao intervenirati nakon što je građevinski inspektor presudio kako materijali korišteni na gradnji kuće nisu po propisu, zaustavivši gradnju i zategnuvši njezin odnos s ocem, koji je za nju gradio kuću. Tony se kasnije predomislio i zapovjedio Silviju da pritisne inspektora da promijeni odluku. Carmela je u to vrijeme bila zabrinuta gdje se nalazi Adriana La Cerva, koja je naizgled nestala. Nakon što za to upita Tonyja, on joj kaže kako je Adriana prekinula s Christopherom i pobjegla s drugim muškarcem. Carmelina zabrinutost se pojačala kad je susrela Adrianinu majku, Liz La Cerva. Liz, koja se prestala njegovati, kaže Carmeli da je Christopher odgovoran za Adrianinu smrt, rekavši kako joj je to rekao FBI. Carmela sljedećeg dana za to upita Tonyja, koji joj odvraća: "Daj da te naučim nešto o kućnom nasilju. Prvo i najvažnije, uvijek postoji tijelo".
Carmela nije znala da je Adriana bila FBI-ev doušnik i da je Christopher, koji je saznao istinu od Adriane, obavijestio Tonyja, koji je naredio Silviju da je ubije. Ona je isto tako nesvjesna da je Tony ugušio Christophera vlastitom krvlju nakon što je Chris prevrnuo svoj terenac kad su bili na autocesti. Njezino tugovanje za rođakom ubrzo zasjenjuje briga za A.J.-a koji se pokušao ubiti u obiteljskom bazenu, nakon čega je smješten u psihijatrijsku ustanovu. Carmela ga, zajedno s Tonyjem, ohrabruje da postane dio produkcijske ekipe za film koji je napisao Daniel Baldwin, a kojeg financira Little Carmine, umjesto da se prijavi u vojsku. Osim toga, zabrinuta je za planove kuće na obali, a u posljednjoj sceni serije sastaje se s Tonyjem u restoranu na obiteljskoj večeri.

## Reference naKuma
Čini se kako je snažan utjecaj na lik Carmele Soprano bio lik Carmelle Corleone iz Kuma. Carmella Corleone (u knjigama i filmovima nazivana 'Mama') supruga je Don Vita Corleoneoa. Osim sličnosti u imenu i činjenice su im muževi šefovi svojih obitelji, oba su lika iznimno religiozna (u romanu, pobožna katolkinja Carmella svaki dan ide na misu kako bi molila za muževu dušu). Nadalje, majka bivšeg gangstera Henryja Hilla zvala se Carmella.

## Vanjske poveznice
- Profil Carmele Soprano na hbo.com
- Carmela Soprano u internetskoj bazi filmova IMDb-u